# Erstbegehung
Eine Erstbegehung im bergsteigerischen Sinne ist die erste Bewältigung einer speziellen Route (etwa die Durchsteigung der Eiger-Nordwand) an einem bestimmten Berg, Massiv oder Felsen. Die Erschließung von Neurouten wird von Kletterern durchgeführt, die eine Route in den Fels legen, die noch nie begangen wurde. Das Finden einer homogenen Route, die die Durchsteigung ermöglicht, ist ein kreativer Akt. Die Erstbegeher versehen ihre Route meist mit Bohrhaken (vor deren Erfindung mit Normalhaken), um nachfolgenden Seilschaften die Durchsteigung zu erleichtern.

## Vorgehensweise
Die lokalen Gegebenheiten, Aspekte des Natur- und Umweltschutzes müssen beachtet werden, die lokale Kletterethik sollte grundsätzlich respektiert werden. In diesem Sinne versuchen die Erstbegeher eine mögliche Route zu finden, die es erlaubt eine Wand zu durchsteigen. Wenn diese eine homogene Schwierigkeit und Charakter aufweist, ist dies ein wesentlicher Pluspunkt. Ist eine Route in Augenschein genommen, wird diese von den Erstbegehern begangen, Erstbegehungen von alpinen Routen werden grundsätzlich von unten durchgeführt. In gängigen Plaisirrouten oder in Klettergärten können Routen auch von oben eingerichtet werden.
Einrichten bedeutet, diese mit Bohrhaken abzusichern und zwar durch Bohrhaken an den Ständen und als Zwischensicherungen. Dazu wird mit einer Akkubohrmaschine Löcher in den Fels gebohrt, in diese werden mit Schnellbinder die Haken zementiert.
Eine Erstbegehung wird nur als solche anerkannt, wenn der Kletterer die Route in einem anerkannten Begehungsstil durchstiegen hat. Nach einer erfolgreichen Durchsteigung gibt der Erstbegeher der Route einen Namen und bewertet ihre Schwierigkeit nach einer Schwierigkeitsskala.
Neurouten werden heute in Kletterführern, Fachzeitschriften oder auf Internet-Kletterseiten veröffentlicht. Erstbegehungen haben je nach Gebiet einen sehr unterschiedlichen Anspruch. Im Hochgebirge (z. B. Alpen) sind die Anforderungen, der Aufwand und das Risiko hoch, während das in den Mittelgebirgen meist nicht der Fall ist.

## Erstbegehungen mit großem Einfluss auf die Entwicklung des Kletterns
An dieser Stelle sind einige Erstbegehungen zusammengefasst, die das Klettern als solches nachhaltig beeinflussten. Nicht berücksichtigt sind Erstbegehungen von großer lokaler Bedeutung, solche die zwar beeindruckend sind, das Klettern aber nicht veränderten, von Eiskletterrouten sowie des Höhenbergsteigens.

### 1911: Guglia di Brenta Ostwand

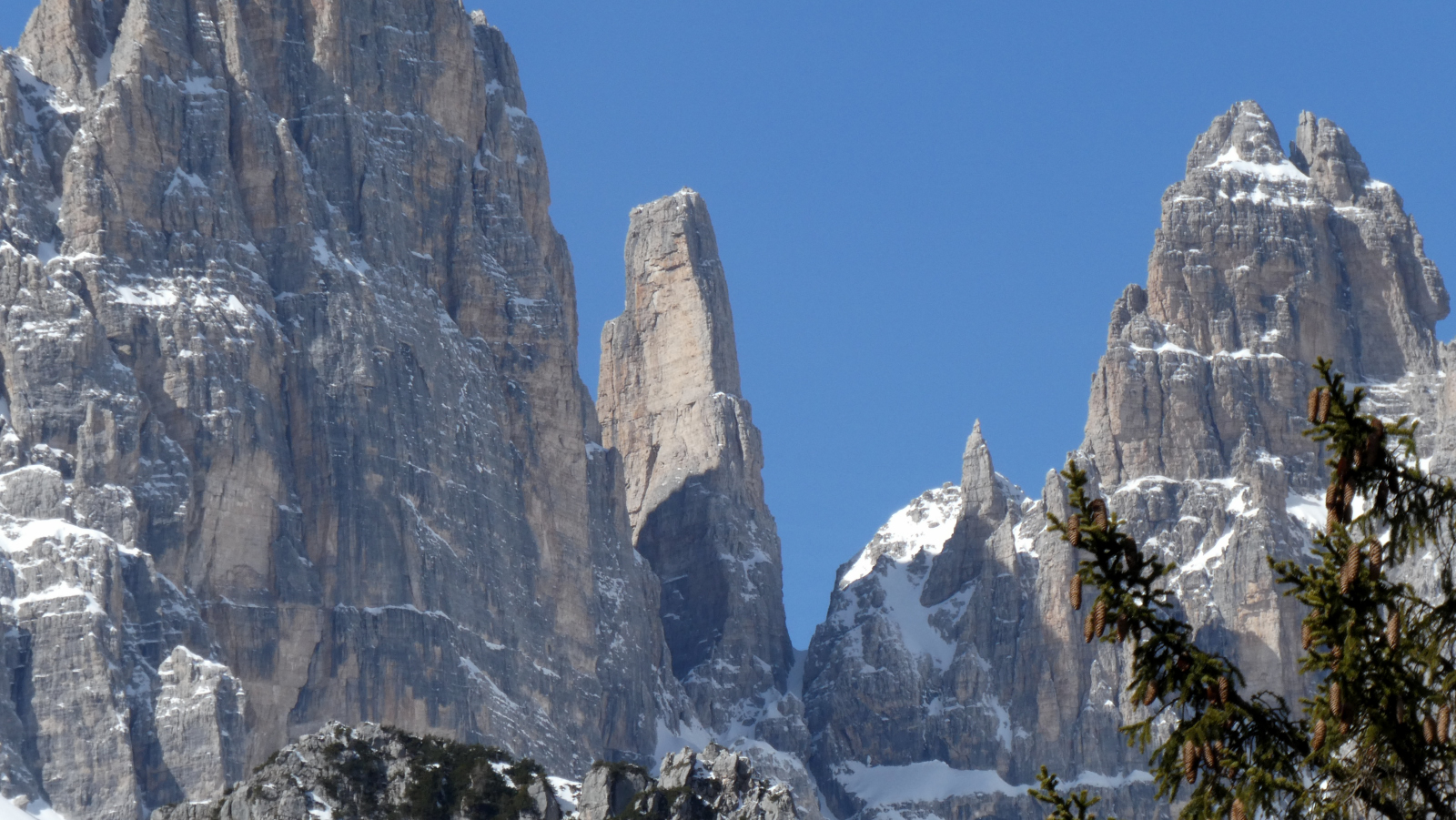
Campanile Basso

Mit der Philosophie des kompromisslosen Freikletterns gelang Paul Preuß am 28. Juli 1911 die Besteigung der Guglia di Brenta. Ohne Seil, allein, erreichte er durch die Ostwand in nur zwei Stunden den Gipfel. Diese Leistung ging als eine der kühnsten Erstbegehungen in die Annalen des Kletterns ein. Tita Piaz gab ihm den Spitznamen „Herr des Abgrunds“, Angelo Dibona sagte: „Obwohl sie kurz ist, ist sie die eindrucksvollste Route der Dolomiten“.

### 1912: Fleischbank Ostwand
Hans Dülfer gilt als Pionier moderner Fels- und Seiltechnik. Damit stellte er sich in bewussten Gegensatz zu den Verächtern künstlicher Hilfsmittel. Er stieg mit W. Schaarschmidt am 15. Juni 1912 als Erster durch die als unkletterbar geltende Fleischbank Ostwand. Mit Hilfe des von ihm erfundenen Schrägabseilens konnte er unkletterbare Felspassagen durch einen Seilzug-Quergang umgehen. Dülfer hielt aber nicht die Quergangspassage als die Schlüsselstelle der Wand, sondern den Kamin in den Ausstiegsrissen.

### 1925: Civetta Nordwestwand
Die Civetta-Nordwestwand, bekannt als die Wand der Wände, stand in den 1920er Jahren im Mittelpunkt des alpinistischen Interesses. Emil Solleder und Gustav Lettenbauer durchstiegen am 7. August 1925 erstmal die über 1000 Meter hohe Wand ohne Biwak in nur 15 Stunden und mit nur 12 Haken. Mit dieser Route wurde erstmals der 6. Grad in großen Wänden der Alpen erreicht.

### 1933: Große Zinne Nordwand

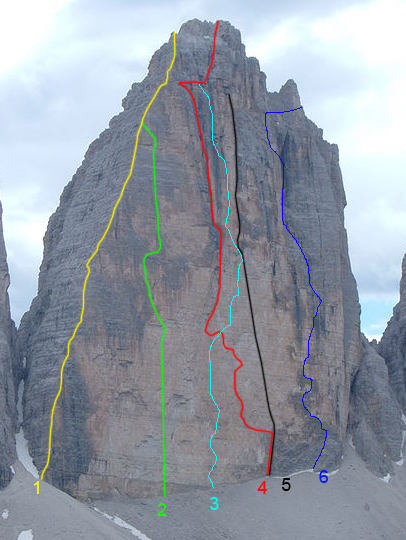
Große Zinne Nordwand: Hasse/Brandler (4), Comici/Dimai (6)

Vom 12. bis 14. August 1933 durchstieg Emilio Comici mit den Brüdern Angelo und Giuseppe Dimai die Nordwand der Großen Zinne. Bei dieser Durchsteigung verwendeten sie 90 Haken, Steigschlingen und 40 Karabiner. Mit dieser Tour war die damals begehrteste Wand der Dolomiten durchstiegen. Die in einigen Seillängen hakentechnische Kletterei löste in der damaligen Bergsteigerszene eine Stil-Diskussion aus.

### 1938: Eiger-Nordwand
Die Erstbegehung der Eiger-Nordwand gelang vom 22. bis 24. Juli 1938 durch Anderl Heckmair und Ludwig Vörg sowie Fritz Kasparek und Heinrich Harrer. Die beiden Seilschaften waren getrennt in die Wand eingestiegen, schlossen sich aber nach einem gemeinsam überstandenen Lawinenabgang zu einer Seilschaft zusammen. Nach zwei Biwaknächten und drei gemeinsamen Klettertagen bei schlechter Witterung und unter ständigen Lawinenabgängen erreichten sie um halb vier Uhr in der Nacht den Gipfel des Eigers zum ersten Mal über die 1800 m hohe Nordwand.

### 1958: Große ZinneHasse-Brandler
Eine Direttissima durch die vielleicht beeindruckendste und bekannteste Wand der Dolomiten gelang vom 6. bis 11. Juli 1958 Dietrich Hasse, Lothar Brandler, Jörg Lehne und Siegi Löw in fünf harten Tagen. Hatte die Tour zu Zeiten der Erstbegeher noch lange Freikletterpassagen zwischen den damals schwierigsten hakentechnischen Abschnitten, wurde sie danach überwiegend eine Technotour. Die erste freie Begehung der „Hasse/Brandler“ holte sich 1987 Kurt Albert zusammen mit Gerold Sprachmann. Das Free Solo von Alexander Huber 2002 war ebenso ein Meilenstein.

### 1968: HeiligkreuzkofelMittelpfeiler
Am 6. und 7. Juli 1968 gelang Reinhold Messner mit seinem Bruder am Mittelpfeiler des Heiligkreuzkofel die schwerste Kletterstelle seines Lebens. Sie wird heute je nach Quelle zwischen VII+ und VIII bewertet. Die erste Wiederholung dieser Route gelang Heinz Mariacher 1978, allerdings mit einer leichteren (VII-)Umgehung der Schlüsselstelle. Die erste freie Wiederholung der Schlüsselstelle gelang erst 1988 Andreas Orgler und Otti Wiedmann. Messner schreibt dazu folgende Zeilen. „Ich stand 35 Meter senkrecht über meinem Bruder. Nun war endgültig Schluss. Eine glatte Platte, in der keine Ritzen und kaum Griffe waren, versperrte mir den Weg. Vier Meter weiter oben sah ich einen Riss. Bis dorthin musste ich kommen! Ich versuchte es wieder und wieder. 30 Minuten lang. Ich bin keinen Zentimeter höher gekommen. Wieder trocknete ich die Fingerspitzen. Es musste gehen! Nur diese vier Meter! Hoch oben war ein kleiner Griff. Als ich ihn hatte, konnte ich nicht mehr zurück. Ich setzte den rechten Fuß hoch, aufstehen – ein Balanceakt –, mit der linken Hand die abschüssige Leiste erreichen und durchziehen. Es folgten ein paar hektische Bewegungen, und ich stand hechelnd auf einem Standplatz unter einem handbreiten Riss“.

### 1975: Streitberger SchildAdolf-Rott-Gedächtnis-Weg
Der Begriff Rotpunkt wurde durch Kurt Albert geprägt. Durch einen Besuch im Klettergebiet Sächsische Schweiz im Jahr 1973 wurde er inspiriert, Routen seiner Heimat, der im Klettergebiet Nördlicher Frankenjura frei zu klettern. Er markierte alte Routen, die bis dahin nur technisch geklettert worden waren, mit einem roten Punkt am Einstieg, wenn ihm eine freie Begehung gelungen war. Die erste von Albert mit einem roten Punkt versehene Route ist der Adolf-Rott-Ged.-Weg am Felsen Streitberger Schild im Frankenjura.

### 1977: FleischbankpfeilerPumprisse
Am 2. Juni 1977 gelang Helmut Kiene mit Reinhard Karl im Wilden Kaiser die Erstbegehung der Pumprisse, einer der ganz großen Kletter-Meilensteine im Alpenraum. Mit dieser Erstbegehung der rund 300 Meter langen Rissreihe am Südostpfeiler der Fleischbank war die offiziell erste Route im VII. Grad eröffnet. Die Route wurde nur mit Klemmkeilen abgesichert, was auch ein Novum war. Da die Route signifikant schwerer war als die benachbarten Rebitschrisse (VI+), erzwang Kiene durch einen Artikel im DAV Mitteilungsblatt die Öffnung der bis dahin geschlossenen, sechsgradige UIAA-Schwierigkeitsskala nach oben.

### 1980: VerdonschluchtPichenibule
Jacques Perrier war einer der Ersten, der neue Routen von oben mit Bohrhaken ausstattete. Er seilte sich über einen Wandabschnitt der Verdonschlucht ab und suchte nach einer kletterbaren Linie. Anschließend platzierte er die Bohrhaken. Kompromisslos wurden Bohrhaken auch neben natürliche Sicherunsmöglichkeiten gesetzt, was eine große Diskussion in der Kletterszene entfachte. Seine bekannteste Route ist wohl Pichenibule. Sie wurde 1977 von unten erstbegangen, aber dann mit Bohrhaken nachgerüstet. Sie wird als eine der ersten Sportkletterrouten der Welt angesehen.

### 1982: Marmolata SüdwandModerne Zeiten
Heinz Mariacher prägte Ende der 1970er, Anfang 1980er Jahre maßgeblich den Begehungsstil in großen Dolomitenwänden. In freier Kletterei, unter Verzicht auf Bohrhaken und künstlichen Fortbewegungsmitteln eröffnete er mit Luisa Iovane mehrere Routen durch die Plattenzonen der Marmolata Südwand, wie z. B. 1979 Don Quixote; und 1980 Abrakadabra. Er kletterte ins Unbekannte, nicht an mit Keilen abzusichernden Risslinien, sondern ins unvorhersehbare Plattengelände, und das ohne Bohrhaken. Zusammen mit Luisa gelang ihm 1982 jene Linie, für die man ihn kennt: Moderne Zeiten, eine der weltweit wichtigsten, weil wegweisenden Erstbegehungen der letzten Jahrzehnte. Es war mehr als eine Route, es war ein Statement, ein bis heute gültiger Maßstab, dass die Schwierigkeit nie vom Stil zu trennen ist.

### 1982: Rotwand SüdwandHermann-Buhl-Gedächtnisführe
Anfang September 1958 zu durchsteigen Dietrich Hasse und Lothar Brandler, die Rotwand Südwand unter Verwendung von 180 Haken samt Bohrhaken, Holzkeilen und Trittschlingenständen. Pete Livesey und Nico Mailänder versuchten diese berühmte Hakenrassel der Hermann-Buhl-Gedächtnisführe frei zu klettern. Es gelang nicht ganz, aber allein die Idee war bahnbrechend und initiierte die freie Begehung vieler Technoklassiker. Hainz Mariacher holte sich zwei Jahre später die erste freie Begehung dieser Route.

### 1991: Wolfgang GüllichsAction Directe
Ab Anfang der 1980er Jahre bis zu seinem Unfalltod 1992 zählte Wolfgang Güllich zu den besten Kletterern der Welt. Seine Route Action Directe im Klettergebiet Nördlicher Frankenjura setzte neue Maßstäbe im Sportklettern mit nur drei Wiederholungen in den ersten 10 Jahren. Sie eröffnete den 11ten Grad, für den sie mittlerweile als Referenz gilt. Seit der Erstbegehung 1991 bis 2023 wurde Action Directe 32 Mal wiederholt, 2020 von der ersten Frau, der Französin Melissa Le Nevé. Da die Route sehr fingerlastig ist, entwickelte Güllich für sein Training das Campusboard.

### 1994: Alpen Trilogie mitEnd of Silence,Des Kaisers neue KleiderundSilbergeier
1994 entstanden in drei Regionen der Alpen gleich drei Mehrseillängen Erstbegehungen im 10 Grad: Thomas Huber gelang End of Silence am Feuerhörndl in den Berchtesgadener Alpen, Beat Kammerlander durchstieg die Route Silbergeier im Rätikon und Stefan Glowacz zog einen Schlussstrich unter sein Langzeitprojekt Des Kaisers neue Kleider am Fleischbankpfeiler im Wilden Kaiser. Die drei Extremkletterrouten gelten als Meilenstein im Sportklettern und gingen als Alpen Trilogie in die (Kletter)-Geschichtsbücher ein. Das Sportklettern war endgültig in längeren Routen etabliert. Eine Diskussion um die Vermarktung dieser Erstbegehungen setzte ein. 2012 kletterte Babsi Zangerl als erste Frau alle drei Routen frei.

### 2007: Hansjörg AuersWeg durch den Fisch
Der damals relativ unbekannte Ötztaler Hansjörg Auer durchstieg die Route Weg durch den Fisch an der 800 m hohen Marmolata-Südwand in weniger als drei Stunden Free Solo. Die 37 Seillängen lange Route ist mit IX- bewertet und gehört immer noch zu den anspruchsvolleren Routen in den Alpen. Nach eigenen Angaben hatte Auer sich lediglich am Tag zuvor einmal in die Route abgeseilt, um die einzelnen Abschnitte zu inspizieren.

### 2017: Adam OndrasSilence
Der Tscheche Adam Ondra gehörte bereits im Alter von 13 Jahren zur Kletter-Weltspitze. Mit der Erstbegehung der extrem überhängenden Route Silence in einer Höhle bei Flatanger in Norwegen gelang ihm 2017 ein Durchbruch in der Geschichte des Sportkletterns: eine 12 auf der UIAA-Skala. Silence war damals die schwerste Route der Welt. Da sie bis 2023 noch nicht wiederholt wurde, kann der vorgeschlagene Schwierigkeitsgrad noch nicht bestätigt werden (Stand 2023).

## Einzelbelege
1. 1 2  Erstbegehung und Sanierung von Kletterrouten (Memento vom 7. August 2023 im Internet Archive)
2. ↑  Alessandro Ghezzer: La conquista del Campanil Basso. 11. Januar 2004, archiviert vom Original (nicht mehr online verfügbar) am 16. August 2004; abgerufen am 30. November 2023 (italienisch).
3. ↑  Heinrich Klier: Der Bergsteiger Hans Dülfer. Mitteilungen des OeAV 1956, Heft 3, Seite 26 von, Heft 3, 1956, S. 26.
4. ↑  Walter Pause, Jürgen Winkler: Im extremen Fels: 100 Kletterführen in den Alpen. 2. überarbeitete Auflage. BLV-Verlagsgesellschaft, 1977, ISBN 3-405-11742-9, S. 108.
5. ↑  Walter Pause, Jürgen Winkler: Im extremen Fels: 100 Kletterführen in den Alpen. 2., neubearb.  Auflage. BLV-Verlagsgesellschaft, München Bern Wien 1977, ISBN 3-405-11742-9, S. 158.
6. ↑  Ivo Rabanser: Reinhold Messners Kletterfavoriten: auf den Spuren der Bergsteigerlegende in den Dolomiten. Bruckmann, München 2011, ISBN 978-3-7654-5440-0.
7. ↑  Anderl Heckmair: Ausstiegsrisse – Die Durchsteigung 1938. In: Daniel Anker (Hrsg.): Eiger – Die vertikale Arena. 4. überarb.  Auflage. AS Verlag, Zürich 2008, S. 228 ff.
8. ↑  Tobias Bailer: Heiligkreuzkofel - Mittelpfeiler. 17. Oktober 2017, abgerufen am 30. November 2023.
9. ↑  Reinhold Messner: Der Felshaken vom Dorfschmied - Bergwelten. Abgerufen am 30. November 2023.
10. ↑  Kurt Albert: "Warum soll ich mir das Leben schwer machen?" In: Alpin. Abgerufen am 1. Dezember 2023.
11. ↑  40 Jahre Pumprisse. In: Deutscher Alpenverein e. V. (DAV). 17. Juni 2017, abgerufen am 30. November 2023.
12. ↑  Andrew Bisharat: Exploring the Birthplace of Sport Climbing in Europe’s Grandest Canyon. In: National Geographic. 30. Juli 2015, abgerufen am 2. Dezember 2023 (englisch).
13. 1 2  Malte Roeper: In freien Räumen: Heinz Mariacher, vogelwild in den Dolomiten. In: DAV Panorama. Nr. 5, 2015, S. 98.
14. ↑  Nicholas Hobley: Action Directe, Wolfgang Güllich's 25-year-old Frankenjura masterpiece. 16. September 2016, abgerufen am 1. Dezember 2023 (englisch).
15. ↑  Die Trilogie und ihre Folgen. 8. Oktober 2003, abgerufen am 1. Dezember 2023.
16. ↑  29. April 2007: "Der Weg durch den Fisch". In: Alpin. Abgerufen am 1. Dezember 2023.
17. ↑  Adam Ondra schafft "Project Hard", die schwerste Kletterroute der Welt. In: Der Spiegel. 4. September 2017, ISSN 2195-1349 (spiegel.de [abgerufen am 1. Dezember 2023]).